# Gåsörarna (Sottunga, Åland)
Gåsörarna är öar i Åland (Finland). De ligger i den östra delen av landskapet, 50 km öster om huvudstaden Mariehamn.